# Zabaikàlskoie
Zabaikàlskoie (en rus: Забайкальское) és un poble del krai de Khabàrovsk, a Rússia, que el 2018 tenia 442 habitants. Pertany al districte rural de Viàzemski.